# Andrew W. Marlowe
Andrew Woodruff Marlowe, conegut com a Andrew K. Lazar, (Beverly Hills, Califòrnia, 23 de desembre del 1966) és un guionista de televisió estatunidenc.

## Biografia
Marlowe es llicencià en Literatura anglesa a la Universitat de Colúmbia, a Nova York, i es doctorà en guionatge a la Universitat del Sud de Califòrnia, a Los Angeles.
Començà a treballar el 1994, i, a més de diverses sèries de televisió, ha escrit els guions de les pel·lícules Air Force One (1997), End of Days (1999) i Hollow Man (2000), així com diversos altres que no han estat realitzats. També és el creador i productor executiu de la sèrie de l'ABC Castle (iniciada el 2009), on sovint també hi escriu els guions.
Marlowe viu a Los Angeles amb la seva esposa, també guionista, Terri Edda Miller, amb qui es casà el 1997 i que ell reconeix com la seva "col·laboradora en el crim". Té dos fills del seu primer matrimoni.

## Llegenda
Es creu que Marlowe podria ser l'autor (o coautor) dels diversos llibres de novel·la negra que ha produït l'ABC el 2009, i que signa fictíciament el seu personatge Richard Castle. Aquestes novel·les també apareixen a la trama de la sèrie de televisió, on en Castle és un escriptor que col·labora amb la policia de Nova York amb la intenció de documentar-se per a les seves obres.